# واين كارلين
واين كارلين (بالإنجليزية: Wayne Karlin)‏ هو صحفي أمريكي، ولد في 13 يونيو 1945 في لوس أنجلوس في الولايات المتحدة.